# Escudo de Sariego

El escudo del concejo asturiano de Sariego es partido.
- En el primer cuartel, se observa un jarrón con flores dentro, y que está bordeada por catorce piezas de vero y catorce de esmalte. Este simboliza la dependencia que tuvo de Siero, mostrando sus armas.

- El segundo cuartel, está cuartelado a su vez, estando en el 1º y en el 4º representado un castillo de metal ignorado, y en el 2º y el 3º podemos ver tres piezas de veros de azur y plata. El segundo representa las armas de Vigil de Quiñónes, antiguos alfereres mayores del concejo.

Al timbre la corona real, cerrada.
Como la mayor parte de los emblemas municipales asturianos, el escudo de Sariego no tiene sanción legal ni acuerdo al respecto de la corporación local. Fue inventado por Octavio Bellmunt y Fermín Canella para ilustrar su obra "Asturias".
- Datos: Q5838308